# Carl-Erik Asplund
Carl-Eric Asplund (Föllinge, 14 september 1923 – 8 januari 2024) was een Zweeds schaatser.
Hij was internationaal actief van 1949 tot 1955 en nam in deze periode vijf keer deel aan de Europese- en vier keer aan de wereldkampioenschappen. Hier reikte hij in het eindklassement niet hoger dan de vierde plaats op het EK Allround 1951. Hij won op dat EK twee afstandsmedailles (brons op de 5000 meter en zilver op de 10.000 meter) en in datzelfde jaar op het WK een bronzen medaille op de 5000 meter.
Bij zijn enige deelname aan de Winterspelen in 1952 behaalde hij de bronzen plak op de 10.000 meter achter de Noor Hjalmar Andersen en de Nederlander Kees Broekman.
Asplund nam zeven maal deel aan de nationale kampioenschappen. Hij werd in 1951, 1952 en 1953 Zweeds kampioen op de 1500 meter, in 1951 en 1952 kampioen op de 3000 en de 5000 meter in 1951 en 1953 kampioen op de 10.000 meter. Zweden kende in die tijd geen allround kampioenschap. Indien dat wel het geval zou zijn geweest dan had hij die titel in 1951 en in 1953 gewonnen (afgaande op de individuele afstandklasseringen).
Asplund werd in 2023 100 jaar oud. Hij overleed in januari 2024.

## Persoonlijke records
| Afstand      | Tijd    | Datum            | Baan      |
| ------------ | ------- | ---------------- | --------- |
| 500 meter    | 45,1    | 20 februari 1954 | Sandviken |
| 1500 meter   | 2.20,9  | 25 februari 1951 | Östersund |
| 3000 meter   | 4.58,0  | 5 maart 1952     | Tønsberg  |
| 5000 meter   | 8.21,8  | 20 januari 1951  | Oslo      |
| 10.000 meter | 17.16,6 | 19 februari 1952 | Oslo      |

## Resultaten
| Jaar | EK Allround | WK Allround | Olympische Spelen             |
| ---- | ----------- | ----------- | ----------------------------- |
| 1950 | 7e          | 12e         |                               |
| 1951 | 4e          | 6e          |                               |
| 1952 | 6e          | 8e          | 4e 1500m · 6e 5000m · 10.000m |
| 1953 | NC14        | NC17        |                               |
| 1954 | NC14        |             |                               |

NC# = niet deelgenomen aan de vierde afstand, als # geklasseerd.